# Kamarhati
Kamarhati (beng. কামারহাটী) – miasto w Indiach, w stanie Bengal Zachodni. W 2001 r. miasto to zamieszkiwało 314 334 osób.
W mieście rozwinął się przemysł bawełniany.